# Éléonore François Elie Moustier, marquis de Moustier
Éléonore François Élie Moustier, comte de Moustier, ab 1801 Marquis de Moustier (* 13. März 1751 in Paris; † 28. Januar 1817 in Bailly), war ein französischer Diplomat.

## Leben
Moustier entstammte einer Adelsfamilie aus der Franche-Comté. Sein Vater, der Kavallerieoffizier Louis Philippe Xavier Moustier, Marquis de Moustier, zeichnete sich im Siebenjährigen Krieg aus. Auch Éléonore Moustier wurde, nachdem er in Heidelberg ein Jesuitenkolleg besucht hatte, in Besançon zum Offizier ausgebildet. 1767 trat er als Unterleutnant in das Kavallerieregiment Royal Navarre ein. 1769 trat er dann in den diplomatischen Dienst ein und folgte seinem Schwager, dem Marquis de Clermont d’Amboise, der zum französischen Botschafter in Portugal ernannt worden war, nach Lissabon. Nach dessen Versetzung folgte er ihm 1775 noch nach Neapel. 1778 wurde er dann in den Rang eines mestre de camp eines Dragonerregiments erhoben und zum Gesandten des französischen Königs beim Trierer Fürsterzbischof ernannt. Nach dem Frieden von Paris wurde er 1783 zur Gesandtschaft in London berufen.
1787 wurde er zum Botschafter Frankreichs in den Vereinigten Staaten berufen, die sich während seines Aufenthalts eine neue Verfassung gaben und so ab 1789 erstmals von einer zentralen Bundesregierung regiert wurden. Moustier bemühte sich, den neuen Präsidenten George Washington weiter eng an Frankreich zu binden; schon seit der Zeit des Amerikanischen Unabhängigkeitskriegs verband die beiden Nationen ein Handels- und ein Bündnisvertrag. Nach der Inauguration Washingtons richtete Moustier so einen opulenten Ball aus, in dem er eine Kompanie Cotillion-Tänzer auftreten ließ, die in den Flaggen der beiden Nationen gewandet waren. Moustier war im amerikanischen Volk jedoch außerordentlich unbeliebt. Er soll die amerikanische Küche verabscheut haben und daher bei Einladungen häufiger sein eigenes Essen mitgebracht haben; nicht wenige Amerikaner sahen sich auch durch sein hochmütiges Auftreten und seinen Standesdünkel beleidigt. Entscheidend für Moustiers Mission in den Vereinigten Staaten wurde jedoch der Umstand, dass er mit seiner Schwägerin, der Mme de Bréhan, die er mit nach New York gebracht hatte, offenbar ein unstatthaftes Liebesverhältnis unterhielt, was zu zahllosen Gerüchten führte und schließlich zum Politikum wurde. Außenminister Thomas Jefferson sah sich im Februar 1789 veranlasst, Paris die Abberufung Moustiers nahezulegen. Der französische Außenminister, der Comte de Montmorin, konnte in der Affäre zwar kein gravierendes Fehlverhalten erkennen, beurlaubte Moustier jedoch bis auf weiteres. Im Oktober 1789 verließ Moustier die Vereinigten Staaten und kehrte nach Frankreich zurück, wo unterdessen die Revolution ihren Anfang genommen hatte.
1790 wurde Moustier als Ministre plénipotentiaire zur Gesandtschaft in Berlin bestellt. Im September 1791 trug ihm König Ludwig XVI. den Posten des Außenministers an, da er als verlässlicher Monarchist galt, doch arbeiteten revolutionäre Kreise, aber offenbar auch der Zirkel um Jacques Necker und die Madame de Staël gegen seine Ernennung, und so verweigerte sich Moustier dem Wunsch des Königs schließlich mit Hinblick auf die politische Situation und wurde stattdessen zum Botschafter an der Hohen Pforte ernannt. Diesen Posten verließ er aber bald und kehrte nach Preußen zurück. In den folgenden Jahren lebte er abwechselnd in England und Preußen und versuchte dort im Auftrag zahlreicher exilierter französischer Adeliger, die europäischen Monarchien zur Bekämpfung der Revolution zu bewegen. So konnte er während der Gefangenschaft Ludwigs XVI. den preußischen König Friedrich Wilhelm II. 1792 davon überzeugen, den comte de Provence als französischen Regenten und somit als Verhandlungspartner anzuerkennen. Der Comte ernannte ihn 1795 auch zum Generalkommissar für die aufständischen, also kurzzeitig wieder unter royalistischer Kontrolle stehenden Gebiete im Westen Frankreichs, doch musste Moustier mit der endgültigen Niederschlagung des Aufstands der Vendée wieder aus Frankreich fliehen. 1801 bis 1806 lebte er als geheimer Gesandter des comte de Provence wieder in Berlin, bis ihn der Vormarsch der napoleonischen Truppen wieder zur Flucht nach England zwang. Im Gefolge des Comte, bald als Ludwig XVIII. zum König gekrönt, kehrte er 1814 nach Frankreich zurück. Am 30. Dezember des Jahres wurde er rückwirkend zum 1. Januar 1794 in den Rang eines Maréchal de Camp erhoben, am 2. dann zum Generalleutnant ernannt. Die letzten drei Lebensjahre verbrachte er in einem Landhaus in Bailly bei Versailles, wo er 1817 verstarb.
Sein Enkel Lionel de Moustier (1817–1869) war 1866 bis 1868 Außenminister Frankreichs unter Napoleon III.

## Werke
- De l'intérét de la France à une constitution monarchique, le 15 juillet 1791. Veuve de S. Pitra, Berlin 1791.